# Макс Стил (филм из 2016)
Макс Стил (енгл. Max Steel) је амерички научнофантастични суперхеројски акциони филм из 2016. године, заснован на истоименој линији акционих фигура, у режији Стјуарта Ендлера, а по сценарију Кристофера Јоста. Главне улоге тумаче Бен Винчел као Макс Макграт, и Џош Бренер (глас) као доброћудни ванземаљац Стил, који када заједно комбинују своје моћи постају суперхерој Макс Стил, док су у осталим улогама Ана Виљафање, Марија Бело и Енди Гарсија.
Снимање филма је отпочето 29. априла 2014. године, у Вилмингтону (Северна Каролина), а завршено је крајем маја исте године. Премијерно је објављен у бископима САД-а 14. октобра 2016. године.   Укупна зарада од филма се процењује на 6.3 милиона $, што га чини потпуним финансијским неуспехом. 
Филм ни у погледу критика није боље прошао, јер је углавном добио бројне негативне коментаре, али је знатно боље прихваћен код публике него код критичара, што је лако уочљиво на сајту Ротен томејтоуз где од стране критичара на основу 21 рецензије има просечан скор 0%, а од публике 48%.

## Радња
Радња филма прати причу о тинејџеру Максвелу Максу Макграту и његовом пријатељу ванземаљцу Стилу, који спајањем својих специјалних турбо-енергичних моћи формирају моћног суперхероја Макса Стила. Али ускоро ће њих двојица морати да науче да раде заједно како би се супротставили њиховим непријатељима, злим ванземаљцима Ултра-линковима који намеравају да униште свет.

## Улоге
| Глумац       | Улога                |
| ------------ | -------------------- |
| Бен Винчел   | Максвел Макс Макграт |
| Ана Виљафање | Софија               |
| Марија Бело  | Моли Макграт         |
| Џош Бренер   | Стил (глас)          |
| Енди Гарсија | др. Мајлс Едвардс    |
| Мајк Дојл    | Џим Макграт          |
| Лоренс Као   | др. Ли               |
| Били Слотер  | агент Марфи          |